# Green Light (album)
Green Light è l'ottavo album discografico in studio della cantante statunitense Bonnie Raitt, pubblicato nel gennaio del 1982.

## Tracce
Lato A
1. Keep This Heart in Mind – 3:19 (Fred Marrone)
2. River of Tears – 4:52 (Eric Kaz)
3. Can't Get Enough – 2:49 (Walt Richmond, Bonnie Raitt)
4. Willya Wontcha – 3:21 (Johnny Lee Schell)
5. Let's Keep It Between Us – 4:41 (Bob Dylan)

Durata totale: 19:02
Lato B
1. Me and the Boys – 3:36 (Terry Adams)
2. I Can't Help Myself – 3:04 (Johnny Lee Schell, Bonnie Raitt, Ricky Fataar, Ray Ohara)
3. Baby Come Back – 2:48 (Eddy Grant)
4. Talk to Me – 3:22 (Jerry Williams)
5. Green Lights – 3:13 (Terry Adams, Joseph Spampinato)

Durata totale: 16:03

## Formazione
- Bonnie Raitt - voce, chitarra, slide guitar, cori (brani: Me and the Boys, I Can't Help Myself e Baby Come Back)
- Johnny Lee Schell - chitarra, cori (brani: Keep This Heart in Mind, Me and the Boys,  Willya Wontcha, I Can't Help Myself e Baby Come Back), organo Hammond (brano: River of Tears), autoharp (brano: Baby Come Back), percussioni (brano: Talk to Me)
- Ian McLagan - tastiera
- Ray Ohara - basso
- Ricky Fataar - batteria, cori (brano: Keep This Heart in Mind), percussioni (brano: Can't Get Enough)
- Rick Vito - chitarra aggiuntiva (brani: Keep This Heart in Mind, Baby Come Back, Talk to Me e Green Lights)
- Rob Fraboni - percussioni (brano: Can't Get Enough)
- William Smitty Smith - organo Hammond (brano: Let's Keep It Between Us)
- Mac (Mac James) - chitarra aggiunta (brano: Baby Come Back)
- David Woodford - sax (brani: Keep This Heart in Mind, Can't Get Enough e Talk to Me)
- Jackson Browne - cori (brano: Keep This Heart in Mind)
- Melanie Rosales - cori (brani: Keep This Heart in Mind e Baby Come Back)
- Richard Manuel - cori (brano: River of Tears)
- Vince Gill, Steve Raitt - cori (brano: I Can't Help Myself)